# Parafia Narodzenia Najświętszej Maryi Panny w Goszczu
Parafia Narodzenia Najświętszej Maryi Panny w Goszczu – parafia rzymskokatolicka należąca do dekanatu Twardogóra diecezji kaliskiej.
Została utworzona w 1291. Prowadzona przez księży salezjanów.
Kościół parafialny barokowy zbudowany w latach 1754–1779. Mieści się przy ulicy Sycowskiej.